# Поляк, Александр Исаакович
Александр Исаакович Поляк (27 января 1934 года — 2000) — ученый-медик, иммунолог, аллерголог. Доктор медицинских наук, профессор.

## Биография
Александр Исаакович Поляк  родился в  1934 году в Ростове-на-Дону в семье врача. В 1957 году окончил лечебный факультет Ростовского медицинского института.
По окончании институт работал ординатором кафедры рентгенологии и радиологии Ростовского медицинского института, потом был рентгенологом в городских больницах. В 1960-1963 годах работал лаборантом кафедры патологической физиологии Ростовского медицинского института. С 1963 года работал в должности научного сотрудника Центральной научно-исследовательской лаборатории (ЦНИЛ) Ростовского медицинского института.
В 1964 году при участии А. Поляка в Ростове-на-Дону была создана лаборатория экспериментальной и клинической иммунологии ЦНИЛа, А. Поляк возглавил её. С 1968 года был зав. отделом иммунитета и аллергии ЦНИЛа. В 1987 году стал руководителем клинической лаборатории, занимающейся диагностикой СПИДа.
В 1961 году Александр Исаакович Поляк защитил кандидатскую диссертацию по теме: «Антителообразование в лимфоидной ткани и влияние ионизирующей радиации на этот процесс». В 1969 году получил ученую степень доктора медицинских наук. С 1972 года —  профессор Ростовского медицинского института.  Под его руководством было защищено 86 кандидатских и 16 докторских диссертаций.
Область научных интересов: проблемы нейрогуморальной регуляции иммунитета, фармакологической регуляции иммунитета и аллергических реакций. А. Поляк известен своими спортивными достижениями успехами. Он был кандидатом в мастера спорта, чемпионом РСФСР по настольному теннису. В свое время был капитаном команды ростовского Клуба веселых и находчивых.
Александр Исаакович Поляк является автором около 500 печатных работ, в том числе 4 монографии, 20 изобретений. Избирался  действительным членом Нью-Йоркской академии наук, Международной академии экологии и безопасности жизнедеятельности.